# Épehy
Épehy é uma comuna francesa na região administrativa de Altos da França, no departamento de Somme. Estende-se por uma área de 17,33 km². Em 2010 a comuna tinha 1 151 habitantes (densidade: 66,4 hab./km²).